# Matt Mills
Matthew Claude Mills (ur. 14 lipca 1986 w Leicester) – angielski piłkarz występujący na pozycji obrońcy. 

## Kariera
Swoją karierę piłkarską rozpoczął w 2003 w Southampton. Przez pierwszy sezon nie zaliczył jednak debiutu w tej drużynie. We wrześniu 2004 roku został więc wypożyczony na miesiąc do Coventry, gdzie zagrał w czterech ligowych spotkaniach. W lutym 2005 roku został ponownie wypożyczony, tym razem trafił do występującego wówczas w League One Bournemouth. 26 lipca w zremisowanym 1:1 ligowym spotkaniu z Tranmere Rovers zdobył swoją pierwszą bramkę dla Bournemouth i zarazem pierwszą w swojej karierze. Trzymiesięczny pobyt na wypożyczeniu w tej drużynie zakończył z 12 występami oraz trzema golami. Po powrocie, 22 sierpnia 2005 roku w spotkaniu Pucharu Ligi z Southend United Mills zadebiutował w pierwszym zespole Southampton.
W rundzie jesiennej wystąpił jeszcze w czterech ligowych meczach, po czym, 31 stycznia 2006 roku za kwotę 250 tysięcy funtów przeszedł do Manchesteru City. W drużynie tej był jednak rezerwowym i w pierwszym składzie zadebiutował 25 marca w przegranym 2:0 ligowym spotkaniu z Chelsea. Był to jego jedyny występ w tym sezonie. W następnych rozgrywkach wystąpił w jednym pojedynku Premier League, po czym, w styczniu 2007 roku został wypożyczony do Colchester United. W trakcie dwumiesięcznego pobytu w tym zespole wystąpił w 9 meczach. Następny sezon Anglik spędził na wypożyczeniu w innym klubie, Doncaster Rovers. Zadebiutował tam 25 sierpnia 2007 roku w pojedynku z jego byłą drużyną, Bournemouth. Pierwszą bramkę zdobył natomiast 29 września w meczu z Cheltenham Town. W trakcie trzymiesięcznego pobytu w tym zespole zaliczył 14 występów oraz zdobył dwie bramki. W styczniu 2008 roku Mills ponownie został wypożyczony do tej drużyny. Grał tam przez cztery miesiące i również był podstawowym zawodnikiem.
7 lipca 2008 roku za kwotę 300 tysięcy funtów Anglik przeszedł definitywnie do Doncaster Rovers. W sezonie 2008/2009 był tam podstawowym graczem i wystąpił w 41 meczach ligowych. W sierpniu 2009 roku przeszedł do Reading.
W lipcu 2011 podpisał czteroletni kontrakt z Leicester City.